# Левківська волость
Левківська волость — історична адміністративно-територіальна одиниця Житомирського повіту Волинської губернії з центром у містечку Левків.
Станом на 1885 рік складалася з 15 поселень, 15 сільських громад. Населення — 6968 осіб (3413 чоловічої статі та 3555 — жіночої), 753 дворових господарства.
|                     | Площа, дес. | У тому числі орної, дес. |
| ------------------- | ----------- | ------------------------ |
| Сільських громад    | 7485        | 4973                     |
| Приватної власності | 14377       | 3716                     |
| Казенної власності  | 1132        | —                        |
| Іншої власності     | 245         | 160                      |
| Загалом             | 23239       | 8849                     |

Основні поселення волості:
- Левків — колишнє власницьке містечко при річці Тетерів за 12 верст від повітового міста, 1757 осіб, 246 дворів, 2 православні церкви, єврейський молитовний будинок, школа, постоялий двір. За 4 версти — поштова станція Кмитівська. За 10 верст — пивоварний завод.
- Газинка — колишнє власницьке село, 359 осіб, 49 дворів, школа, постоялий будинок.
- Калинівка — колишнє власницьке село, 432 особи, 64 дворів, 2 православні церкви, водяний млин.
- Крошня — колишнє власницьке село, 186 осіб, 23 двори, 2 постоялих будинки, цегельний завод.
- Псища — колишнє власницьке село при річці Тетерів, 759 осіб, 85 дворів, православна церква, каплиця старообрядців, постоялий будинок, лавка, 2 млини, смоляний і винокурний завод.
- Селець — колишнє власницьке село при річці Тетерів, 279 осіб, 26 дворів, постоялий будинок, водяний млин, шкіряний завод.
- Станишівка — колишнє власницьке село при річці Тетерів, 444 особи, 67 дворів, православна церква, школа, 2 постоялих будинки, лавка, водяний млин.
- Студениця — колишнє власницьке село при річці Свинорійка, 1019 осіб, 131 двір, православна церква, школа, постоялий будинок, постоялий двір.
- Млинище